# Henning Lynge Jakobsen
Henning Lynge Jakobsen (n. 6 martie 1962, Copenhaga, Danemarca) este un canoist ce a reprezentat Danemarca, medaliat olimpic. A participat la o ediție a Jocurilor Olimpice (1984) în care a câștigat o medalie de argint și o medalie de bronz.